# Lepturacanthus pantului
Lepturacanthus pantului är en fiskart som först beskrevs av Gupta, 1966.  Lepturacanthus pantului ingår i släktet Lepturacanthus och familjen Trichiuridae. IUCN kategoriserar arten globalt som otillräckligt studerad. Inga underarter finns listade i Catalogue of Life.